# Arthus Barthélémy Vingtrinier
Pour les articles homonymes, voir Vingtrinier.
 (avril 2023).
Arthus Barthélémy Vingtrinier, né le 13 juillet 1796 à Rouen où il est mort le 11 juillet 1872, est un médecin français.
Médecin des prisons de Rouen, le docteur A. B. Vingtrinier s’est illustré tant sur le plan local, au sein de la société rouennaise, que sur le plan national, par ses  travaux sur les prisons au XIXe siècle. Aujourd’hui encore, les chercheurs et les historiens reconnaissent en lui un grand philanthrope et un grand pénaliste.

## Biographie
Arthus Barthélémy Vingtrinier naît le 13 juillet 1796 à Rouen.
De parents d’origine modeste, il commence la médecine en 1814, sous la direction du docteur Blanche. L’année est marquée par la coalition des alliés contre Napoléon et le dramatique épilogue de la campagne de France. Les hôpitaux de Paris sont débordés : 3 à 4 000 blessés et malades arrivent à Rouen par bateaux : le jeune étudiant découvre avec effarement les horreurs de la guerre.
En 1819, il devient membre de la Société libre d’émulation de la Seine-Inférieure et en 1821, il crée la Société de médecine de Rouen avec les Docteurs Bayvel, Glinel et Dalmenesche. Le secrétaire de correspondance est Achille Cléophas Flaubert.
La même année, il est nommé médecin des prisons (on disait à l’époque chirurgien : il a alors 25 ans). En 1828, il devient membre du comité central de vaccine, avec le docteur Merry Delabost comme secrétaire en 1864, et médecin des épidémies pendant l’épidémie de choléra de 1832 qui faisait plusieurs centaines de morts par jour à Rouen.
Ses nombreuses publications sont notamment consacrées :
- à l’aliénation mentale et aux détenus aliénés ;
- aux sociétés de secours mutuel dont il est le promoteur à Rouen ;
- aux matières pénales, participant ainsi au grand débat pénal de la première moitié du XIXe siècle, et s’intéressant tout particulièrement au sort des jeunes délinquants.

Arthus Barthélémy Vingtrinier meurt le 11 juillet 1872 dans sa ville natale. Il est inhumé au cimetière monumental de Rouen.

## Le débat de la pénalisation - dépénalisation
Le « grand débat » pénal de la première moitié du XIXe siècle, dont on peut aujourd’hui reconnaître qu’il est toujours d’actualité, oppose les tenants de la pénalisation et ceux de la dépénalisation.
Le credo d’A.B. Vingtrinier est le placement en apprentissage des jeunes délinquants par le biais du patronage. Il va garder ce cap toute sa vie durant, même s’il a dû composer avec les contraintes locales. On peut même dire que c’est en raison de cette conviction que la gloire locale lui a été refusée : on ne défie pas impunément les autorités en place en révélant des scandales sur lesquels on préfère fermer les yeux !

### Les grandes options pénales
- La Constituante entreprend une réforme en profondeur du code pénal. Malgré une tentative d’abolition de la peine de mort par Louis-Michel Lepeletier de Saint-Fargeau, la célèbre formule « tout condamné à mort aura la tête tranchée » est finalement adoptée. La torture est supprimée. Le Duc de la Rochefoucauld-Liancourt aborde pour les enfants la question du discernement et du non discernement; mais quelle que soit la durée de leur peine, les jeunes délinquants restent incarcérés jusqu’à 21 ans. Le régime de détention reste très dur.
- La Restauration, avec la Société Royale des prisons, tente d’adoucir le régime.

Grâce à ce changement, en 1826, A. B. Vingtrinier, dans une notice sur les prisons de Rouen, peut noter une amélioration de la condition pénitentiaire, et une diminution de la mortalité ; en même temps, il souhaite une meilleure classification des détenus, et le placement en asile des détenus aliénés.
En 1828, dans son discours de réception à l’Académie de Rouen, A. B. Vingtrinier évoque la réforme de la loi pénale, réclame la suppression des châtiments corporels (la marque et le carcan) et l’adoucissement de l’échelle des peines.
En 1833, il écrit sur les aliénés dans les prisons Ses vœux vont être exaucés par la réforme d’Antoine d'Argout, ministre de Casimir Perier en 1832 durant la Monarchie de Juillet : on y note une réelle tentative d’humanisation du régime pénitentiaire.
C’est pendant cette période très riche pour l’évolution de la société, qu’Alexis de Tocqueville et Gustave de Beaumont vont rapporter des États-Unis les systèmes dont la France va s’inspirer pour sa politique pénitentiaire.
- Le système de Philadelphie du nom du pénitencier de Cherry Hill à Philadelphie, construit en 1822, basé sur un système cellulaire avec isolement total (yeux bandés jusqu’aux cellules, promenades individuelles), régime empêchant les mauvaises influences mais pouvant conduire à la folie.
- Le système d’Auburn du nom de l'établissement correctionnel d'Auburn, construit de 1816 à 1825 : isolement la nuit, travail en commun le jour.

## Les actions de A. B. Vingtrinier

### Sociétés de patronage contre colonies pénitentiaires
Mais A. B. Vingtrinier va plus loin encore et réclame, en 1836, dans une note sur la société de patronage rouennaise, la séparation des jeunes détenus et des aliénés.
Au silence rédempteur de la Petite Roquette va se substituer bientôt la « nature rédemptrice », avec la création des colonies agricoles qui inaugurent un espace hors de la prison pour les mineurs de justice. Ce concept est inspiré des propositions de Charles Lucas, inspecteur général des prisons, et illustré par la célèbre maison de rééducation de Mettray, près de Tours.
En 1839, correspondant à un durcissement du régime policier (on avait voulu tuer le Roi en 1835 !) un coup de barre répressif est donné et va entraîner de graves mutineries dans les établissements. On ne croit plus guère à l’efficacité de la prison qui amende, mais à celle qui sanctionne. À la pitié succède progressivement, en raison de la prolétarisation des villes, la peur sociale. On a transformé l’innocent coupable en criminel né.
Les colonies pénitentiaires, avec instruction élémentaire et travaux agricoles, ou même les colonies correctionnelles pour les plus indisciplinés vont s’imposer, et être réglementées sous le Second Empire.
A.B. Vingtrinier n’approuve pas ces colonies pénitentiaires, il donne plutôt sa préférence à la société de patronage qui vient d’être créée à Rouen en 1835.
Durant les années 1840 à 1842, A.B. Vingtrinier va exprimer avec force ses convictions. On va les lire dans son œuvre majeure Des prisons et des prisonniers, pour laquelle il reçoit la médaille d’or de la société de la morale chrétienne, association philanthropique créée par les descendants de la Rochefoucauld-Liancourt. Le leitmotiv qui y est développé est « préserver les enfants dans la prison et de la prison, préserver les enfants dans les colonies et des colonies ».
Ses convictions vont être relayées à la chambre des députés à l’occasion d’un grand débat national et au niveau local ; il va s’opposer publiquement à Guillaume Lecointe, promoteur de la colonie horticole du Petit-Quevilly (Seine-Maritime).
La prison de Rouen et la colonie horticole du Petit-Quevilly vont faire la une de l’actualité nationale.

### Les premières améliorations du système pénitentiaire
Grâce aux améliorations apportées, A. B. Vingtrinier peut dire que la prison de Rouen est saine, mais il continue de dénoncer les graves carences qui persistent. Face aux refus de l’administration pénitentiaire, il va se trouver contraint de révéler, comme le fera plus tard Nadine Vasseur, l’horreur pénitentiaire : des enfants meurent de maladie, de froid, de sous-alimentation, de mauvais traitements; les punitions sont sévères : les enfants sont enfermés sans lit et sans couverture par des températures inférieures à zéro, au pain sec et à l’eau !
Trois médecins rouennais, les docteurs Blanche, Aavenel et Vingtrinier dénoncent ces scandales et alertent d’abord le préfet de Seine-Inférieure et le maire de Rouen Henry Barbet : une visite a lieu le 21 février 1841, sans qu’aucun changement du régime n’intervienne dans les suites. Il faut dire qu’ils venaient d’être félicités par l’inspecteur général des prisons Charles Lucas pour une initiative « qui honore le département » : la création au sein de la prison de l’école mutuelle. Ils alertent alors le marquis Gaëtan de la Rochefoucauld-Liancourt. Celui-ci va intervenir à la Chambre lors de la séance du 11 mai 1841, à un moment où le débat fait rage entre répression et éducation, et va dénoncer les abus du système pénitentiaire.
Le député révèle notamment le scandale de la boîte à horloge: il s’agit du traitement infligé aux enfants détenus à la prison de Bicêtre : des enfants de 8/9 ans sont maintenus pendant plusieurs jours voire, pour des enfants de 12 ans, pendant plusieurs semaines dans une boîte à horloge où ils ne peuvent que se tenir debout. Un enfant de 12 ans, le jeune Monnier, meurt après 15 jours de ce traitement. Gustave Flaubert en 1842, dans sa correspondance écrit « deux jeunes garçons sont morts à Rouen, dans la maison pénitentiaire, par suite d’une punition assez gaillarde qui consistait à les faire tenir debout plusieurs jours de suite dans une boite à horloge (peut-être pour leur apprendre combien le temps était précieux) ; leur faute était d’avoir ri pendant la leçon, leur faute d’avoir ri ! De plus, ils sont confiés à des gredins qui les enculent ». C’est crûment dit, mais malheureusement conforme à la réalité !
Aidé par les révélations de A.B.Vingtrinier, le marquis va se battre sans relâche pour obtenir une reforme des prisons qui sera admise en 1844 lors d’un grand débat à la chambre. Le marquis réussit à convaincre le ministre de l’intérieur de l’époque, Monsieur Duchatel, qui ne peut nier les abus du système.
À la suite de cette chaude période, A. B. Vingtrinier va continuer, jusqu’à sa mort, de militer en faveur des mineurs de justice :
- 1845 : Statistique spéciale des maisons de répression; ses conséquences.
- 1847, il signe une importante contribution au congrès pénitentiaire de Bruxelles.
- 1848, il publie De l’utilité de la déportation dans le système pénitentiaire, où il se montre partisan de mesures d’exclusion pour les multirécidivistes, considérant qu’ils s’amenderaient outre- mer.
- 1852 il lit un mémoire devant l’Académie de Rouen Des aliénés dans les prisons et devant la justice.
- À la fin de la monarchie de Juillet et au début du Second Empire, il analyse les comptes de la justice criminelle, démontre par les chiffres l’inefficacité des mesures trop répressives, revient sur les circonstances atténuantes qui avaient été décidées en 1832.
- 1855 il consacre 80 pages aux enfants dans les prisons et devant la justice.
- En 1871, un an avant sa mort, il livre une dernière contribution sur la création d’ateliers libres pour recevoir les libérés sans travail et de la réorganisation des sociétés de patronage.

## Publications
- Notice sur les prisons de Rouen, Rouen, Baudry, 1826[1].
- Sur la réforme des lois pénales, 1828[1].
- Des aliénés en prison, inséré dans le recueil des travaux de la société de patronage, 1833
- Des prisons et des prisonniers, Versailles, Klefer, 1840[1].
- De l'emploi médical de l'huile de foie de morue et de raie, Rouen, 1843 (ISBN 9782329167664, lire en ligne)
- Examen des comptes, Rouen, 1846
- Des aliénés dans les prisons et devant la justice, vol. Annales d’Hygiène publique et de Médecine légaleMémoire lu devant l’Académie de Rouen
- Des enfants dans les prisons et devant la justice ou des réformes à faire dans les lois pénales et disciplinaires qui leur sont appliquées, A. Péron, 1855
- De la création des ateliers libres pour recevoir les libérés sans travail et de la réorganisation des sociétés de patronage, Rouen, 1871[1].

## Distinctions
- Chevalier de la Légion d'honneur (décret du 16 août 1860)[1],[3]